# Піщаць
Піщаць (або Піщац, Піщань, давніше Піщатичі, пол. Piszczac) — місто в Польщі, у гміні Піщаць Більського повіту Люблінського воєводства. Населення — 3016 осіб (2011). Колишнє містечко. З 1 січня 2024 року місто.

## Історія

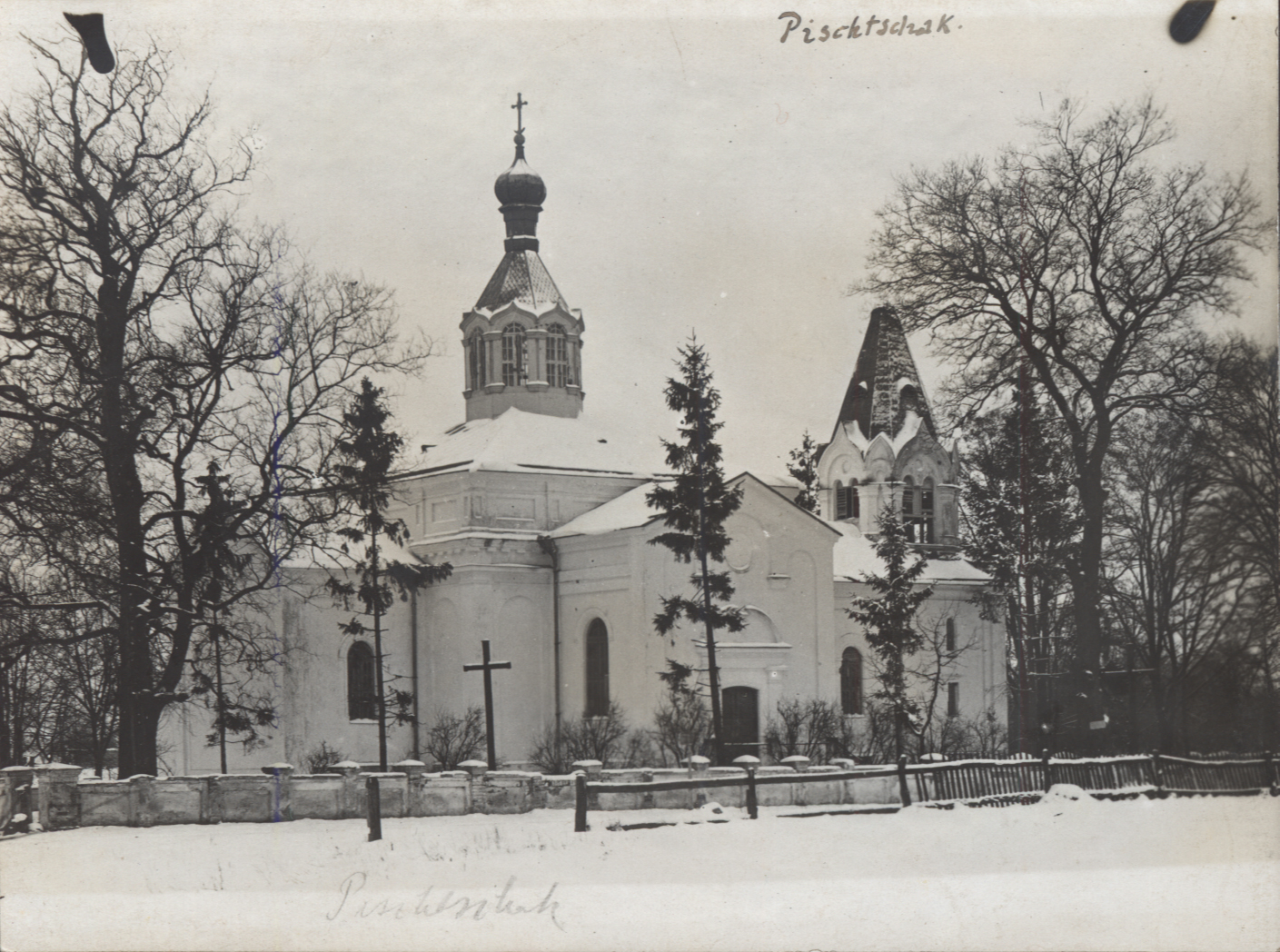
Предтеченська церква, 1915—1918 роки

1570 року вперше згадується православна церква в селі. На Варшавському сеймі 1659 року містечко Піщатичі було надане у володіння українському козацькому дипломатові Павлові Тетері.
За даними етнографічної експедиції 1869—1870 років під керівництвом Павла Чубинського, у селі переважно проживали греко-католики, які розмовляли українською мовою. 1872 року місцева греко-католицька парафія налічувала 1833 вірян.
У міжвоєнні 1918—1939 роки польська влада в рамках великої акції руйнування українських храмів на Холмщині і Підляшші перетворила місцеву православну церкву на римо-католицький костел.
За польськими підрахунками станом на 27 червня 1947 року, у громаді Піщаць налічувалося 9 українців, які підлягали виселенню у північно-західні воєводства згідно з планом депортації українського населення у рамках операції «Вісла».
У 1975—1998 роках село належало до Білопідляського воєводства.

## Населення
Демографічна структура станом на 31 березня 2011 року:
|          | Загалом | Допрацездатний вік | Працездатний вік | Постпрацездатний вік |
| -------- | ------- | ------------------ | ---------------- | -------------------- |
| Чоловіки | 1477    | 335                | 980              | 162                  |
| Жінки    | 1539    | 336                | 863              | 340                  |
| Разом    | 3016    | 671                | 1843             | 502                  |

## Галерея

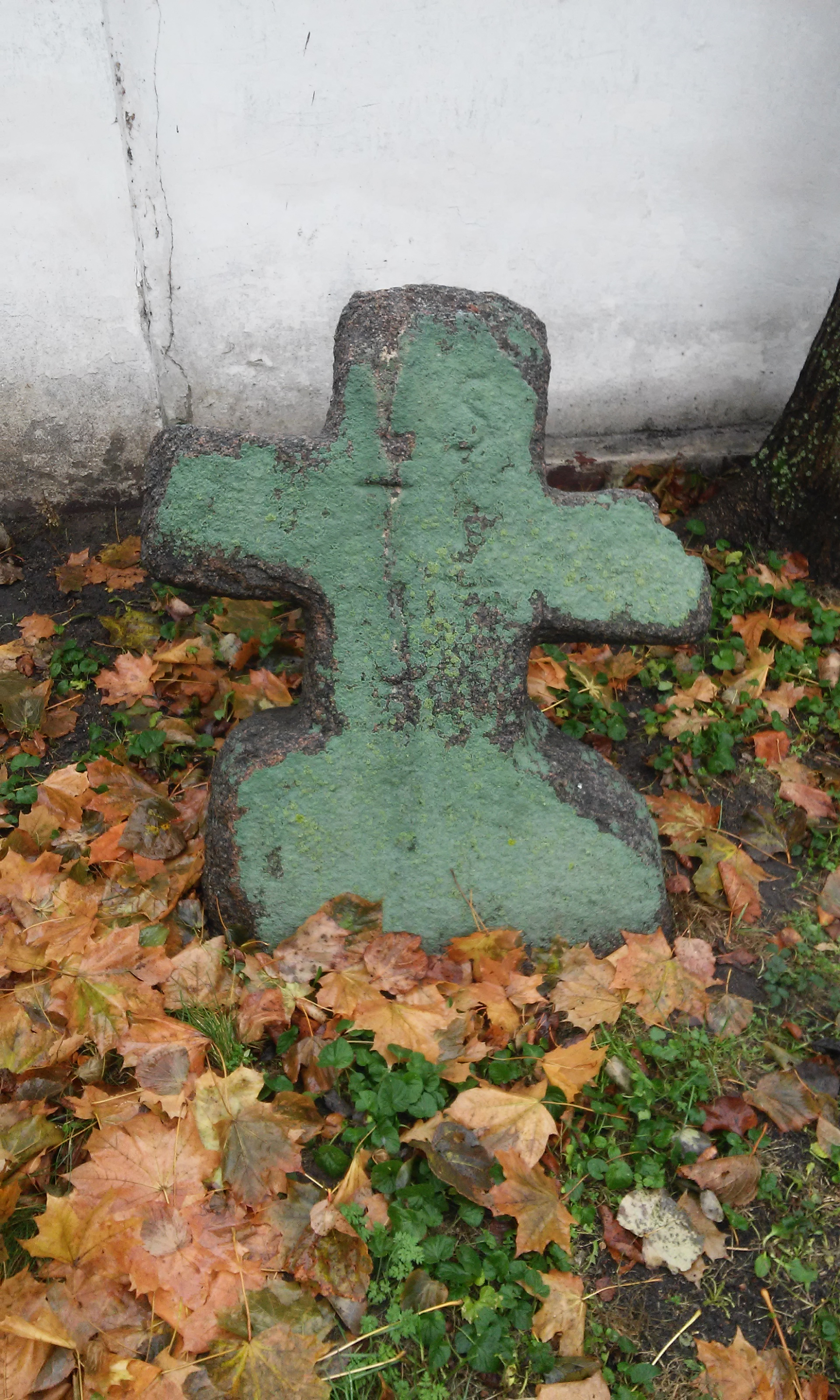
Давня «підляська кам'яна баба» біля костела
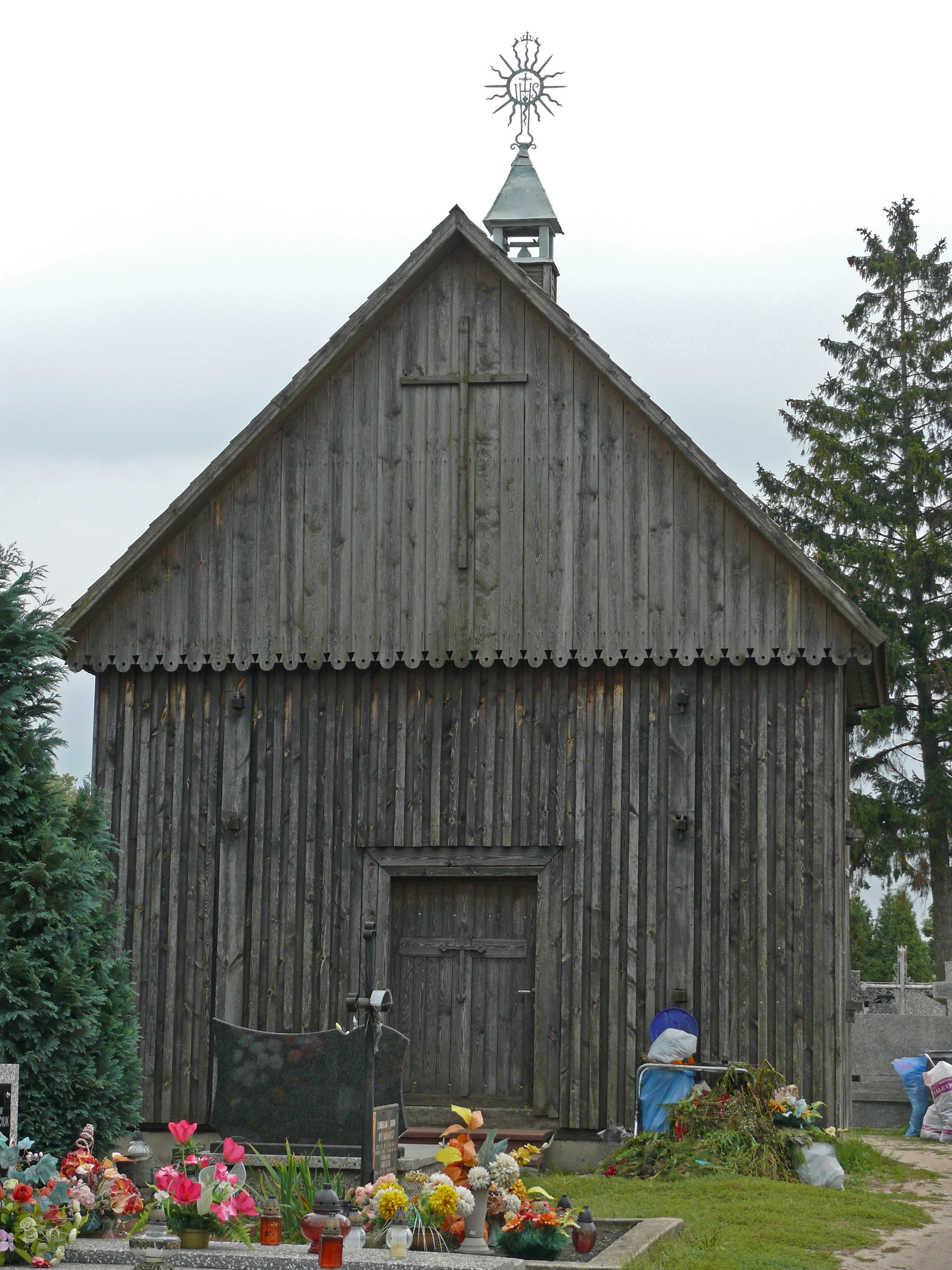
Цвинтарна каплична початку XX століття